# Jully Makini
Jully Makini ou Jully Sipolo (Gizo, 1953) est une femme de lettres et militante des droits des femmes  salomonaise. Elle est l'autrice des poèmes Civilized Girl (1981) ou Praying Parents (1986) 
Elle étudie à l'Université du Pacifique Sud.
En 2017 elle reçoit le Prix international de la femme de courage par le Secrétaire d'État des États-Unis.